# Aanipada
Aanipada (vládl asi 2523 - 2484 př. n. l.) byl sumerský vládce města Ur v době 1. dynastie urské, syn a nástupce krále Mesannipady. Za jeho vlády prožívá Sumer období militarizace městských států. Aanipada postavil chrám bohyni Ninchursag, který stál na současném návrší Obeid asi 8 km severovýchodně od Uru. Aanipadovým nástupcem byl zřejmě jeho syn Meskiagnannar.